# Complot de famille
Pour plus de détails, voir Fiche technique et Distribution.
Complot de famille (Family Plot) est un film américain réalisé par Alfred Hitchcock, sorti en 1976. C'est le 52e et dernier film du réalisateur.
Une artiste qui se fait passer pour une voyante et son petit ami escroc et chauffeur de taxi rencontrent un couple de malfrats alors qu'ils traquent un héritier disparu en Californie.

## Synopsis
Blanche, une jeune voyante, apprend un jour que la riche Miss Rainbird, prise d'un remords tardif, désire retrouver son neveu qu'elle avait jadis confié aux Shoebridge, un couple sans enfant, pour éviter le déshonneur de sa sœur, mère célibataire. Alléchés par une substantielle prime, Blanche et George, son compagnon, se mettent en quête du disparu. On leur rapporte bientôt qu'à la suite d'un incendie toute la famille a péri mais que l'on n'a jamais trouvé le corps d'Edward, leur fils adoptif, bien qu'il y ait une pierre avec son nom à côté de celui de ses parents dans un cimetière (d'où le titre anglais qui peut être traduit par 'concession familale'). Seul un certain Joseph Maloney semble connaître la vérité, mais ni l'argent ni la ruse n'ont raison de son mutisme. Inquiet de ces questions, Joseph perd toute prudence et se rend chez Edward qui, sous un nom d'emprunt, est devenu un célèbre diamantaire. Avec son amie Fran, il a imaginé d'enlever des personnalités et d'obtenir des diamants en guise de rançon. Précis et ordonnés, ils n'ont toujours pas été inquiétés par la police. Aussi Edward ne prend-il pas au sérieux les déclarations alarmistes de Joseph. Mais Blanche et George percent bientôt le secret d'Edward. Affolé, Joseph décide de les supprimer, mais il est la propre victime de sa machination. Blanche parvient alors à joindre Edward sans se douter de ses activités annexes. Dès qu'elle comprend qu'elle se trouve en présence des ravisseurs dont tout le monde parle, il est déjà trop tard.
À la recherche de Blanche, George trouve sa voiture devant la maison d'Arthur et Fran, mais personne ne répond à la porte. Il fait irruption et la recherche. Arthur et Fran rentrent chez eux; George se cache à l'étage. Il surprend la décision d'Arthur de tuer Blanche et de considérer sa mort comme un suicide. George parvient à parler à Blanche, qui simule l'inconscience dans la cave ouverte. Arthur et Fran entrent pour porter Blanche à la voiture, mais elle s'élance et George enferme les ravisseurs.
Blanche entre alors en « transe », monte les escaliers dans la maison et à mi-chemin des escaliers suivants, où elle montre l'énorme diamant caché dans le lustre. Blanche se « réveille » alors et demande à George ce qu'elle fait là-bas. Il lui dit avec enthousiasme qu'elle est en effet une vraie médium. Il va pour appeler la police afin d'obtenir la récompense pour avoir capturé les ravisseurs et trouvé les bijoux, mais Blanche souriante fait un clin d'œil à la caméra (ce qui conclut le film).

## Fiche technique
- Titre : Complot de famille
- Titre original : Family Plot
- Réalisation : Alfred Hitchcock, assisté d'Howard Kazanjian
- Scénario : Victor Canning et Ernest Lehman, d'après le roman The Rainbird Pattern (Le Cas Rainbird) de Victor Canning
- Musique : John Williams
- Directeur de la photographie : Leonard J. South
- Décors : Henry Bumstead
- Costumes : Edith Head
- Montage : J. Terry Williams
- Production : Alfred Hitchcock
- Société de production : Universal Pictures
- Budget : 3 millions $
- Pays de production :  États-Unis
- Langue originale : anglais
- Genre : comédie policière
- Durée : 120 minutes
- Dates de sortie :
  - États-Unis : 9 avril 1976
  - France : 21 juillet 1976

## Distribution
- Bruce Dern (VF : Dominique Collignon-Maurin) : George Lumley
- William Devane (VF : Pierre Vaneck) : Arthur Adamson
- Barbara Harris (VF : Évelyn Séléna) : Blanche Tyler
- Karen Black (VF : Jocelyne Darche) : Fran
- Ed Lauter (VF : Serge Lhorca) : Joseph Maloney
- Cathleen Nesbitt (VF : Héléna Manson) : Julia Rainbird
- Katherine Helmond : Mrs. Maloney
- Warren J. Kemmerling (VF : Henry Djanik) : Grandison, le supérieur de Parson
- Edith Atwater (VF : Sylvie Deniau) : Mrs. Clay
- William Prince (VF : Jacques Deschamps) : l'évêque
- Nicholas Colasanto (VF : Albert Médina) : Constantine
- Marge Redmond (VF : Paule Emanuele) : Vera Hannagan
- John Lehne : Andy Bush
- Charles Tyner (VF : René Bériard) : Wheeler
- Alexander Lockwood (VF : Jacques Thébault) : Parson (Floyds en VF)

Acteurs non crédités :
- Richard Hale : A. A. Adamson
- Louise Lorimer : Ida Cookson
- Harriet MacGibbon : Mme Cunningham

## Production
- Dates de tournage : du 12 mai au 18 août 1975

## Box-office
- Recettes : 13 200 000 $ (USA)

## Distinctions
- Prix Edgar-Allan-Poe du meilleur scénario

## Autour du film
- Le traditionnel caméo d'Alfred Hitchcock intervient à la 41e minute : il apparaît en silhouette à travers la porte vitrée du bureau des « Certificats de naissances et décès » (Registrar of Births & Deaths)[1].

- À l'origine, le rôle d'Adamson a été attribué à Roy Thinnes, avant que ce dernier ne soit renvoyé au bout d'une semaine au profit de William Devane[1].

- Wax Tailor, dans le titre Don't You Remember sur son album Tales Of The Forgotten Melodies (2005), sample des répliques de Cathleen Nesbitt) extraites de ce film[2].